# 임을 위한 행진곡 (영화)
"임을 위한 행진곡"은 2018년에 개봉한 대한민국의 영화이다.

## 캐스팅
- 김꽃비 : 희수 역
- 김부선 : 명희 역
- 전수현 : 철수 역
- 김채희 : 과거 명희 역
- 이재구 : 철호 역
- 설지윤 : 태자 역
- 김효명 : 과거 철호 역
- 한다영 : 과거 태자 역
- 한소현 : 소미 역
- 임승규 : 신부 역
- 김종필 : 조 대위 / 약혼 부 역
- 김추월 : 약혼 모 역
- 이하나 : 사회자 역
- 최윤후 : 약혼남 역
- 이세상 : 도배사 1 역
- 문승현 : 도배사 2 역
- 박영배 : 도배사 3 역
- 김채원 : 도배사 4 역
- 신소정 : 간호사 역
- 안기환 : 보조간호사 역
- 박래정 : 환자 (야구감독) 역
- 김동현 : 환자 (피터팬) 역
- 김리원 : 환자 (공주병) 역
- 조은아 : 환자 (배우지망생) 역
- 정성희 : 환자 (마트걸) 역
- 서민성 : 환자 (집사) 역
- 송화현 : 환자 (애견녀) 역
- 박세은 : 환자 (원더우먼) 역
- 이주연 : 환자 (삐삐) 역
- 이야리 : 여비서 역
- 민의준 : 경찰 역
- 조태영 : 담당의사 역
- 김민중 : 기자 1 역
- 송창현 : 기자 2 역
- 문재기 : 기자 3 역
- 정여루 : 기자 4 역
- 박정원 : 패널 1 역
- 정재훈 : 패널 2 역
- 박도형 : 패널 3 역
- 구제갑 : 경찰 2 역
- 유우람 : 경찰 3 / 계엄군 6 역
- 오문강 : 낮술 역
- 박성진 : 선배 (트럭기사) 역
- 김양훈 : 노 사장 역
- 문바롬 : 김 순경 역
- 이상효 : 요원 2 역
- 권민찬 : 요원 3 역
- 정인구 : 형사 1 역
- 소윤호 : 형사 2 역
- 이한별 : 경옥 역
- 김종협 : 종일 역
- 이길용 : 남학생 1 역
- 오정훈 : 남학생 2 역
- 윤성봉 : 남학생 3 역
- 이창규 : 남학생 4 역
- 김민기 : 남학생 5 역
- 김은주 : 여학생 1 역
- 이승연 : 여학생 2 역
- 김영희 : 여학생 3 역
- 도민주 : 여학생 4 역
- 강소현 : 여학생 5 역
- 홍지연 : 정육식당여사장 역
- 김석조 : 장발대학생 역
- 김태진 : 계엄군 1 역
- 김경모 : 계엄군 2 역
- 오석규 : 계엄군 3 역
- 정지상 : 계엄군 4 역
- 김기환 : 계엄군 5 역
- 김효빈 : 배달청년 역
- 오경화 : 며느리 역
- 안진희 : 시민군 1 역
- 김한울 : 시민군 2 역
- 신하은 : 시민군 3 역
- 김연욱 : 시민군 4 역
- 문아영 : 시민군 5 역
- 김수원 : 시민군 6 역
- 김유성 : 시민군 7 역
- 박정우 : 시민군 8 역
- 장소영 : 시민군 9 역
- 양재표 : 시민군 10 역
- 이한위 : 최영찬 / 요원 1 역 (특별출연)
- 김애경 : 할머니  역 (특별출연)
- 선유라 : 무용수 역 (특별출연)
- 박누리 : 노젓는 여자 역 (특별출연)
- 이예린 : 어린 희수 역 (특별출연)

## 같이 보기
- 2018년 대한민국의 영화 목록